# Arthur Hauffe
Arthur Hauffe, nemški general, * 20. december 1892, † 22. julij 1944.